# جان کوزا
جان کوزا (انگلیسی: John Koza؛ زادهٔ ۱ ژانویهٔ ۱۹۴۴) دانشمند رایانه و استاد دانشگاه اهل ایالات متحده آمریکا است، که در سال ۱۹۷۱ شرکت ساینتیفیک گیمز را تأسیس کرد. او استاد کمکی در دانشگاه استنفورد بود که بیشتر به خاطر کارش در استفاده از برنامه‌نویسی ژنتیکی برای بهینه‌سازی مسائل پیچیده مشهور است.